# Eunectes
- Per la població d'Anaconda a Montana, vegeu Anaconda (Montana)

Eunectes és un gènere de serps de la família Boidae conegudes amb el nom d'anacondes. Inclou quatre espècies aquàtiques que habiten els aiguamolls i els rius de les selves tropicals d'Amèrica del Sud. L'anaconda groga s'estén cap al sud fins a l'Argentina.
Hi ha dos possibles orígens per a la paraula 'anaconda'. Es creu que podria ser una alteració de la paraula cingalesa 'henakanday' que significa serp del tro, o en la llengua tàmil la paraula 'anaikondran', que significa assassí d'elefants. No és clar com es va originar el nom tan lluny de l'hàbitat original, potser es deu al paregut amb les pitons asiàtiques més grans. Entre els noms locals que rep a Amèrica del Sud es pot trobar el terme espanyol matatoro, mentre que en les llengües natives es coneix com a sucuri (al Brasil) o yakumama (que vol dir mare dels rius en quítxua).

## Taxonomia
- Eunectes beniensis - anaconda boliviana
- Eunectes deschauenseei - anaconda de taques negres
- Eunectes murinus - Anaconda verda
- Eunectes notaeus - Anaconda groga

## Descripció
Les anacondes en llibertat passen bona part del temps a l'aigua a la recerca d'aliment. Són criatures solitàries prou tímides i difícils d'observar als seus hàbitats naturals. Les anacondes es camuflen extraordinàriament bé als aiguamolls i pantans als que viuen.
Aquesta serp pot arribar a mesurar més de 5 metres de llargària, 80 centímetres de circumferència i un pes de més de 95 kilograms.
Tanmateix, hi ha diversos autors que asseguren haver mesurat serps molt més grans, encara que no hi ha proves documentades d'exemplars d'aquestes llargades. Cal tenir en compte que la pell d'una anaconda morta es pot estirar fàcilment arribant a tenir longituds molt superiors a les que tenen les serps vives.
Un dels primers documents, de finals segle xvi, pertany a la Governació de Quijos, que ocupava la part alta de la regió oriental de l'Equador, darrere de la serralada dels Andes i fins al primer port del riu Napo. En ella s'explica el següent, en castellà antic: "... yo enbie a prender a un delincuente a este río de Napo a seys españoles y un escribano que fueron y certificaron ver yr por el río nadando una culebra de mas de setenta pies () de largo al parecer y que tenya conchas y la cabeza como un lebrel y con orejas y de gordor de un cavallo y le tiraron muchas piedras y no hizo dellas y se metió en un remanzo y se sumyo y admyrados dello preguntaron a los yndios que con ellos yban que hera aquello pues no lo avian visto otras bezes y ellos dixeron ser culebra y aver otras muchas de mayor grandeza que aquella era nyña y pequeña y aunque avian andado los españoles muchas bezes por ay y nunca avian visto tal ..."
Alguns exploradors, como Up de Graff, autor del famós llibre Caçadors de caps de l'Amaçones (1923) explica que s'havia trobat amb espècies majors de 20 metres a la selva amazònica equatoriana.
El major Percy Fawcett, explorador anglès que va desaparèixer l'any 1925 a la Serra do Roncador, a la regió brasilera de l'Alt Xingu, escriu en les seves memòries que navegant l'any 1907 pel riu Negro va veure un serp que tindria uns 19 metres de llarg i el cap de la tribu dels Yorongas (estat brasiler d'Acre) li va dir que havia matat una anaconda de gairebé 18 metres de llargària en el baix Amazones. I la Comissió brasilera de Límits li havia comentat que en el riu Paraguai havien vist una serp que passava dels 24 metres de llarg.

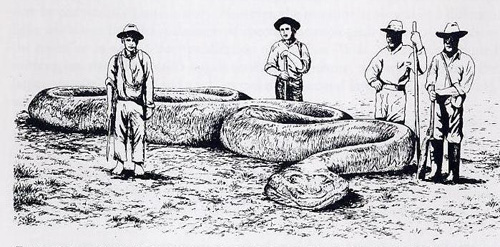
Anaconda gegant? Imatge basada en part en una fotografia publicada en el diari de Pernambuc, Brasil (24 de gener de 1948)

El Pare Victor Heinz, missioner alemany, va tenir dues trobades amb aquestes serps. La primera d'elles l'any 1922, prop d'Òbidos (Estat de Parà, al Brasil), on va veure una enorme serp portada pel corrent en el marge esquerre del riu Amazones. Mesurava uns 25 metres de longitud i un gruix similar al d'un barril d'oli. L'any 1929 es va tornar a trobar amb una altra serp gegant en el mateix riu Amazones, a la boca del riu Piaba, prop d'Alemquer (Estat de Parà), a la que va confondre amb un enorme vaixell de vapor, doncs uns metres per sobre de l'aigua es veien dues llums verd blavoses semblants als fars de posició d'un vaixell fluvial. Les llums eren dos ulls fosforescents que es dirigien cap a la seva embarcació a una velocitat deu o quinze vegades més gran que la d'una canoa. Afortunadament, el monstre va esquiva la barca quan semblava que anava a envestir-los, i es va dirigir llavors cap al centre del riu.
L'any 1933, els guardes duaners de Fuerte Tabatinga, junt el riu Oyapock, a la frontera entre Brasil i la Guyana francesa, varen ser atacats furiosament per un monstre al que varen matar després de disparar-li 500 bales de metralladora. La serp mesurava de llarg, 80 centímetres de diàmetre i pesava 500 kilograms.
L'any 1948 va ser morta una serp anaconda en el riu Guaporé (afluent del riu Madeira), junt al Forte do Abunã (Estat de Rondônia, Brasil). Mesurava 35 metres de llarg, 75cm de diàmetre i 400 kilograms de pes.
L'any 1953, a l'Alt Amazones, una expedició va localitzar i abatre dos ofidis monstruosos que causaven el terror a la regió. Les fotografies, publicades en el diari argentí “El Mundo”, mostraven als caçadors darrere del cadàver d'una de les serps, el gruix de la qual els arribava a la cintura. Això suposava un mida tan enorme que el cap d'un d'aquests monstres tindria unes proporcions superiors la mida d'un home.
I no son estranys els casos en què la serp ataca i es menja algun ésser humà. L'any 1969, el diari “Crónica” de Buenos Aires va publicar que una anaconda s'havia empasat a dos homes que es banyaven en el riu Alto Madre de Dios, a la regió selvàtica que constitueix el límit fronterer entre el Perú, Bolívia i Brasil.
El diari “El Tiempo” de Bogotà va informar l'any 1999 que durant mesos s'havia desfermat el terror en el llac El Toro, prop de la població d'Ibagué (Departament de Tolima, Colòmbia, a la regió Andina), doncs sis pescadors havien estat menjats per una o diverses serps.